# Eastman Gang

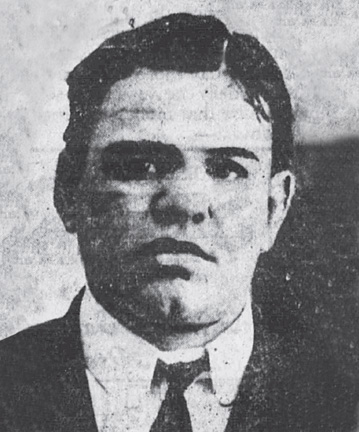
Monk Eastman, 1903

Die Eastman Gang war eine der letzten historischen Straßengangs in New York City, die ab den 1890er Jahren bis 1908/12 in Manhattan und Coney Island die Straßen beherrschten, und setzte sich überwiegend aus sogenannten Kosher Nostras zusammen.

## Geschichte
Gegründet wurde die Bande von Monk Eastman, der sich zunächst gegen die irischen Whyos durchgesetzt hatte, die seit den 1860er Jahren die Straßen der Lower East Side von Manhattan beherrschten. Neben den illegalen Tätigkeiten wie Prostitution und Glücksspiel wurde die Gang von Politikern der Tammany Hall unterstützt, die sich so Einfluss und Muskeln der Gang sicherten und zudem versuchten, die Kontrolle über die Gang-Aktivitäten zu behalten.
Monk Eastman hatte eine regelrechte Preisliste entwickelt, eine Schlägerei wurde für 15, Überfälle mit Messereinsatz (engl. „stabbing“) für 25 und ein Mord für 50 US-Dollar ausgeführt. Ambulanzfahrer nannten einen durch Aktivitäten der Gang verursachten Einsatz „Eastman Ward“. Eastman legte damit vermutlich die Grundlagen der späteren Murder, Inc., bei der später, wie bei der Eastman Gang, überwiegend Kosher Nostras den Mord als Geschäft betrieben.
Der Konflikt mit den Five Pointers dürfte etwa 1901 begonnen haben, jedenfalls wurde in diesem Jahr Monk Eastman von Five Pointers niedergeschossen. Er erhielt Treffer im Unterleib, überlebte jedoch, und als Vergeltung starb dann ein Italiener. Der Konflikt wurde 1903 für die breite Öffentlichkeit durch eine riesige Schießerei in der Rivington Street mit über 100 Beteiligten deutlich. Zwei Männer starben, Dutzende Passanten wurden verletzt.
Monk Eastman galt als charismatischer Führer, seine Verhaftung 1904 stellte deshalb zunächst eine erhebliche Schwächung seiner Bande dar. In einem internen Streit um die Position des Anführers, der auf die Verhaftung Eastmans folgte, setzte sich Max Zwerbach durch, der am 1. November 1904 Richie Fitzpatrick ermorden ließ.
Die Auseinandersetzungen mit den Italienern dauerten weiter an und Vach Lewis, der Stellvertreter von Zwerbach, soll in die Ermordung eines Spielers und Fivepointers, der als „The Bottler“ bekannt war, verwickelt gewesen sein, der in der Suffolk Street auf offener Straße umgeben von zwanzig Augenzeugen erschossen wurde.
Am 14. Mai 1908 gerieten Lewis und sein Boss Zwerbach in einer Bar in Manhattan in Streit mit dem Fivepointer Louis „The Lump“ Pioggi, bei dem Letzterer schließlich aus dem Fenster geworfen wurde bzw. mehr oder minder freiwillig hindurch sprang, um zu fliehen, wobei er sich die Knöchel brach.
Trotzdem gelang Pioggi die Rückkehr ins Hauptquartier der Fivepointers. Zusammen mit dem Boss Paul Kelly brachen einige Gangmitglieder noch in derselben Nacht auf, um die Eastmans zu stellen. In einer Bar auf Coney Island spürten sie Zwerbach und Lewis auf. Als die beiden die Bar verließen, wurden sie offenbar von Pioggi erschossen.

## Das Ende
Nach dem Tod der beiden zersplitterte die Bande in drei Teile; der größte Teil sammelte sich dabei unter dem Kommando von Jack Zelig. Die Auseinandersetzungen mit den Five Pointers dauerten an und am 5. Oktober 1912 wurde Zelig entweder von Charles Torti, einem Freund von Pioggi, oder von „Red Phil“ Davidson erschossen.
Auch die Freilassung von Monk Eastman im Jahre 1909 konnte die Zersplitterung der Bande nicht mehr aufhalten, da er nicht mehr als Anführer akzeptiert wurde. Ohnehin kann seine Verhaftung am 3. Februar 1904 als Befriedungsversuch der Tammany Hall nach der großen Schießerei von 1903 gewertet werden. Bis zu diesem Zeitpunkt genossen beide Banden politischen Schutz, die schon als polizeiliche Immunität gedeutet werden kann. Vermutlich hatten danach aber die Italiener mit der Kontrolle über die Unione Siciliana und den daraus resultierenden sicheren italienischen Stimmen bei Wahlen, auf Dauer politisch mehr zu bieten. Außerdem wurde der elegante Fivepointer Paul Kelly, der bei seinen Auftritten auch problemlos als ehrlicher Geschäftsmann durchging, offenbar in der Tammany Hall besser akzeptiert, als der dagegen grobschlächtig wirkende Monk Eastman, der 1920 erschossen wurde.
Die beiden kleineren Teile der ursprünglichen Eastman Gang waren unter Kontrolle von Jack Siroco und Chick Tricker, die in zahlreiche Schießereien innerhalb der Stadt verwickelt waren. Nach dem Tod von Zelig versuchten sie jeweils, dessen Anhänger für sich zu gewinnen. Bereits 1911 hatten beide offenbar versucht, mit Hilfe von Julie Morrell, einem unabhängigen Killer im Umfeld der Bande, Zelig zu beseitigen.
Wie im Falle der Five Pointers begann spätestens mit der Prohibition in den Vereinigten Staaten die Auflösung bzw. Umstrukturierung der alten Gangstrukturen in New York City. Viele Mitglieder dürften ihre kriminelle Karriere ab 1921 beim sogenannten Bugs and Meyer Mob von Meyer Lansky und Dutch Schultz fortgesetzt haben.

## Mitglieder

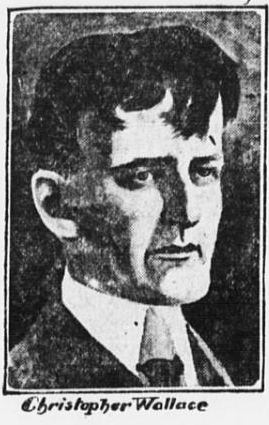
Chris Wallace – Mitglied der Eastman Gang

| Name                 | Geburt   | Tod  | Spitzname     | Anmerkung                                                    |
| -------------------- | -------- | ---- | ------------- | ------------------------------------------------------------ |
| Dahl, Harris         |          |      | Kid           | Mörder von Richard Fitzpatrick; aktiv bei Stoß-Glücksspielen |
| Davidson, Philip     | 1882     | 19?? | Red Phil      | vermutlicher Mörder von Jack Zelig                           |
| Dykes, Tommy         |          |      |               |                                                              |
| Eastman, Monk        | 1873, um | 1920 |               |                                                              |
| Morelli, Jules       |          | 1911 |               | alias Julie Morell                                           |
| Fitzpatrick, Richard | 1880     | 1904 | Richie        | vorher Five Points Gang, ermordet von Kid Dahl               |
| Livin, Charles       |          |      | Ike the Blood |                                                              |
| Lewis, Vach          | 1882     | 1908 | Cyclone Louis | Bodyguard von Max Zwerbach                                   |
| Rosenberg, Louis     |          |      | Lefty Loiue   |                                                              |
| Siroco, Jack         | 1882     | 1954 |               | vorher Five Points Gang                                      |
| Torti, Charles       |          |      | Charly        |                                                              |
| Tricker, Chick       |          |      |               | 1914 wegen Mordes inhaftiert                                 |
| Wallace, Chris       |          |      |               |                                                              |
| Zelig, Jack          | 1888     | 1912 | Big Jack      | 1912: 286 Broome Street                                      |
| Zwerbach, Max        | 1884     | 1908 | Kid Twist     |                                                              |